# 第二次广州之战

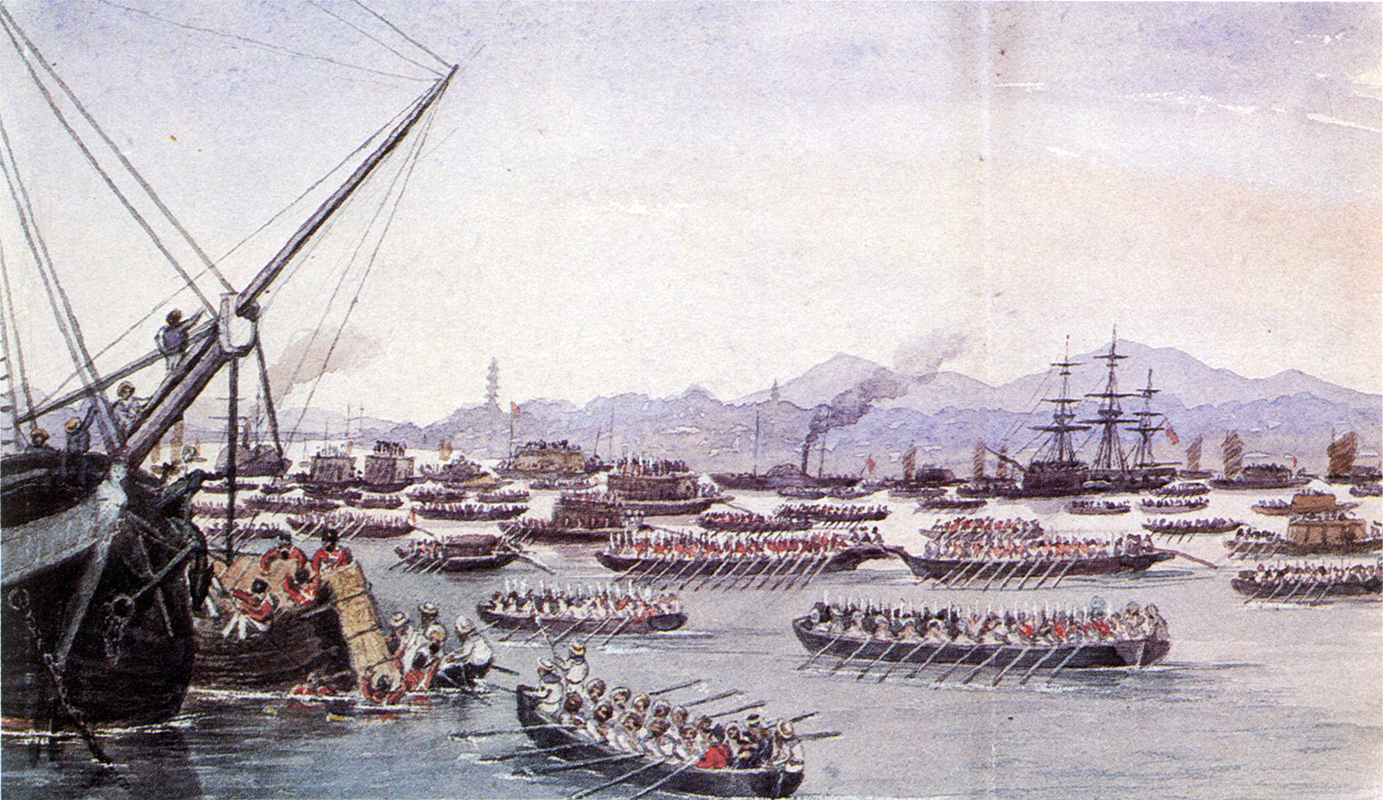
1841年5月24日英军围攻广州

第二次广州之战，发生于清道光二十一年（1841年）5月，是第一次鸦片战争期间清军与英国东方远征军在中國广州发生的战事。清朝正式对英宣战后，清军在靖逆将军奕山带领下对广州一带的英军进行了自鸦片战争爆发后的首次大规模的反攻行动，但最终以清军失利，与英方签订《广州和约》告终。